# Олимпијан Вилиџ (Мисури)
Олимпијан Вилиџ (енгл. Olympian Village) град је у америчкој савезној држави Мисури.

## Демографија
По попису из 2010. године број становника је 774, што је 105 (15,7%) становника више него 2000. године.
| Група             | 2000.       | 2010.       |
| Белци             | 649 (97,0%) | 745 (96,3%) |
| Афроамериканци    | 0 (0,0%)    | 3 (0,4%)    |
| Азијати           | 10 (1,5%)   | 4 (0,5%)    |
| Хиспаноамериканци | 4 (0,6%)    | 12 (1,6%)   |
| Укупно            | 669         | 774         |